# Ilmmünster
Ilmmünster is een gemeente in de Duitse deelstaat Beieren, en maakt deel uit van het Landkreis Pfaffenhofen an der Ilm.
Ilmmünster telt 2.252 inwoners.
Baar-Ebenhausen · Ernsgaden · Geisenfeld · Gerolsbach · Hettenshausen · Hohenwart · Ilmmünster · Jetzendorf · Manching · Münchsmünster · Pfaffenhofen a.d.Ilm · Pörnbach · Reichertshausen · Reichertshofen · Rohrbach a.d. Ilm · Scheyern · Schweitenkirchen · Vohburg a.d.Donau · Wolnzach